# Scott Lipsky
Scott Lipsky (Merrick, 14 agosto 1981) è un ex tennista statunitense specializzato nel doppio, nel quale ha raggiunto il 21º posto del ranking ATP il 17 giugno 2013.

## Statistiche

### Doppio

#### Vittorie (16)
| Legenda                                                       |
| Grande Slam (0)                                               |
| Tennis Masters Cup / ATP World Tour Finals (0)                |
| Masters Series / ATP World Tour Master 1000 (0)               |
| ATP International Series Gold / ATP World Tour 500 Series (1) |
| ATP International Series / ATP World Tour 250 Series (15)     |

| Numero | Data             | Torneo                                           | Superficie  | Compagno          | Avversari in finale                    | Punteggio            |
| 1.     | 24 febbraio 2008 | SAP Open, San Jose (1)                           | Cemento (i) | David Martin      | Bob Bryan Mike Bryan                   | 7–6(4), 7–5          |
| 2.     | 10 maggio 2009   | Estoril Open, Estoril (1)                        | Terra rossa | Eric Butorac      | Martin Damm Robert Lindstedt           | 6–3, 6–2             |
| 3.     | 25 luglio 2010   | Atlanta Tennis Championships, Atlanta            | Cemento     | Rajeev Ram        | Rohan Bopanna Kristof Vliegen          | 6-3, 6(4)–7, [12-10] |
| 4.     | 13 febbraio 2011 | SAP Open, San Jose (2)                           | Cemento (i) | Rajeev Ram        | Alejandro Falla Xavier Malisse         | 6-4, 4-6, [10-8]     |
| 5.     | 27 febbraio 2011 | International Tennis Championships, Delray Beach | Cemento     | Rajeev Ram        | Christopher Kas Alexander Peya         | 4–6, 6–4, [10–3]     |
| 6.     | 24 aprile 2011   | Barcelona Open Banco Sabadell, Barcellona        | Terra rossa | Santiago González | Bob Bryan Mike Bryan                   | 5-7, 6–2, [12-10]    |
| 7.     | 15 luglio 2012   | Hall of Fame Tennis Championships, Newport       | Erba        | Santiago González | Colin Fleming Ross Hutchins            | 7–6(3), 6-3          |
| 8.     | 25 agosto 2012   | Winston-Salem Open, Winston-Salem                | Cemento     | Santiago González | Pablo Andújar Leonardo Mayer           | 6-3, 4-6, [10-2]     |
| 9.     | 5 maggio 2013    | Estoril Open, Estoril (2)                        | Terra rossa | Santiago González | Aisam-ul-Haq Qureshi Jean-Julien Rojer | 6-3, 4-6, [10-7]     |
| 10.    | 16 giugno 2013   | Halle Open, Halle                                | Erba        | Santiago González | Daniele Bracciali Jonathan Erlich      | 6-2, 7–6(3)          |
| 11.    | 4 maggio 2014    | Portugal Open, Oeiras (3)                        | Terra rossa | Santiago González | Pablo Cuevas David Marrero             | 6-3, 3-6, [10-8]     |
| 12.    | 24 maggio 2014   | Düsseldorf Open, Düsseldorf                      | Terra rossa | Santiago González | Martin Emmrich Christopher Kas         | 7-5, 4-6, [10-3]     |
| 13.    | 3 maggio 2015    | Millennium Estoril Open, Cascais (4)             | Terra rossa | Treat Conrad Huey | Marc López David Marrero               | 6–1, 6–4             |
| 14.    | 1º novembre 2015 | Valencia Open, Valencia                          | Cemento (i) | Eric Butorac      | Feliciano López Maks Mirny             | 7–6(4), 6–3          |
| 15.    | 1º maggio 2016   | Millennium Estoril Open, Cascais (5)             | Terra rossa | Eric Butorac      | Łukasz Kubot Marcin Matkowski          | 6-4, 3-6, [10-8]     |
| 16.    | 22 ottobre 2017  | European Open, Anversa                           | Cemento (i) | Divij Sharan      | Santiago González Julio Peralta        | 6-4, 2-6, [10-5]     |

#### Finali perse (12)
| Legenda                                                       |
| Grande Slam (0)                                               |
| Tennis Masters Cup / ATP World Tour Finals (0)                |
| Masters Series / ATP World Tour Master 1000 (0)               |
| ATP International Series Gold / ATP World Tour 500 Series (0) |
| ATP International Series / ATP World Tour 250 Series (12)     |

| Numero | Data              | Torneo                                       | Superficie  | Compagno          | Avversari in finale                    | Punteggio        |
| 1.     | 22 luglio 2007    | Farmers Classic, Los Angeles                 | Cemento     | David Martin      | Bob Bryan Mike Bryan                   | 6(5)–7, 2-6      |
| 2.     | 4 maggio 2008     | BMW Open, Monaco                             | Terra rossa | David Martin      | Michael Berrer Rainer Schüttler        | 5-7, 6-3 [8-10]  |
| 3.     | 20 luglio 2008    | Atlanta Tennis Championships, Indianapolis   | Cemento     | David Martin      | Ashley Fisher Tripp Phillips           | 6-3, 3-6, [5-10] |
| 4.     | 28 settembre 2008 | Thailand Open, Bangkok                       | Cemento (i) | David Martin      | Lukáš Dlouhý Leander Paes              | 4-6, 6(4)–7      |
| 5.     | 18 gennaio 2009   | Heineken Open, Auckland (1)                  | Cemento     | Leander Paes      | Martin Damm Robert Lindstedt           | 5-7, 4-6         |
| 6.     | 6 febbraio 2011   | SA Tennis Open, Johannesburg                 | Cemento     | Rajeev Ram        | James Cerretani Adil Shamasdin         | 3-6, 6-3, [7-10] |
| 7.     | 17 giugno 2012    | Halle Open, Halle                            | Cemento     | Treat Conrad Huey | Aisam-ul-Haq Qureshi Jean-Julien Rojer | 3-6, 4-6         |
| 8.     | 21 giugno 2014    | Topshelf Open, 's-Hertogenbosch              | Erba        | Santiago González | Jean-Julien Rojer Horia Tecău          | 3-6, 6(3)–7      |
| 9.     | 12 aprile 2015    | U.S. Men's Clay Court Championships, Houston | Terra rossa | Treat Conrad Huey | Ričardas Berankis Tejmuraz Gabašvili   | 4-6, 4-6         |
| 10.    | 29 agosto 2015    | Winston-Salem Open, Winston-Salem            | Cemento     | Eric Butorac      | Dominic Inglot Robert Lindstedt        | 2–6, 4–6         |
| 11.    | 16 gennaio 2016   | ASB Classic, Auckland (2)                    | Cemento     | Eric Butorac      | Mate Pavić Michael Venus               | 5–7, 4–6         |
| 12.    | 14 gennaio 2017   | ASB Classic, Auckland (3)                    | Cemento     | Jonathan Erlich   | Marcin Matkowski Aisam-ul-Haq Qureshi  | 6-1, 2-6, [3-10] |

### Doppio misto

#### Vittorie (1)
| Tornei del Grande Slam  |
| ----------------------- |
| Australian Open (0)     |
| Open di Francia (1)     |
| Torneo di Wimbledon (0) |
| US Open (0)             |

| N. | Data          | Torneo                  | Superficie  | Compagna        | Avversari in finale               | Punteggio           |
| 1. | 2 giugno 2011 | Open di Francia, Parigi | Terra rossa | Casey Dellacqua | Katarina Srebotnik Nenad Zimonjić | 7–6(6), 4–6, [10–7] |